# Moltkia petraea
Moltkia petraea är en strävbladig växtart som först beskrevs av Leopold Trattinnick, och fick sitt nu gällande namn av August Heinrich Rudolf Grisebach. Moltkia petraea ingår i släktet Moltkia och familjen strävbladiga växter. Inga underarter finns listade i Catalogue of Life.

## Bildgalleri

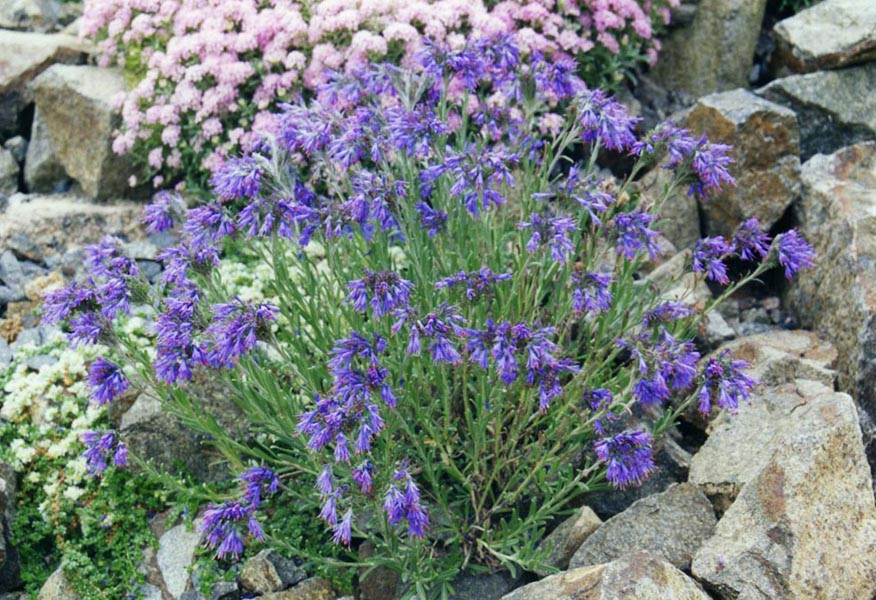
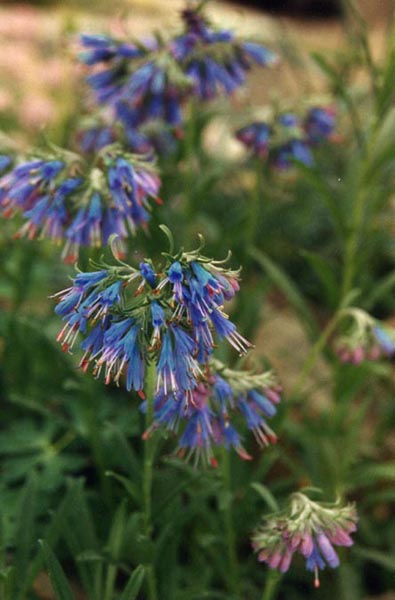
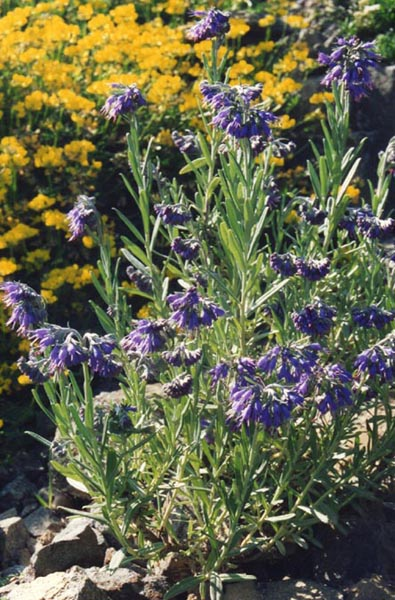